# العلاقات الدنماركية السويدية
ترتبط العلاقات الدنماركية السويدية بالدنمارك والسويد. لكلا البلدين تاريخ طويل سويةً. إذ كانا جزءًا من اتحاد كالمار بين عامي 1397 و 1523، على الرغم من وجود منافسة ثقافية موروثة بين السويد والدنمارك. من عام 1448 إلى 1790 تحاربت المملكتان كلّما سمحت لهما الفرصة تقريبًا، في أكثر من مرة حاول الملك الجديد إثبات جدارته من خلال شن حرب على البلد الآخر لسبب سياسي صغير أو بدون سبب. وقعت 11 حرب دانو-سويدية بين عامي 1521 و1814.
اليوم، يُفصل البلدان عن طريق مضيق أوريسند، الذي يربط بحر البلطيق ببحر الشمال. لدى الدنمارك سفارة في ستوكهولم وقنصليتان عامتان (في غوتنبرغ ومالمو). تمتلك السويد سفارة في كوبنهاغن و16 قنصلية فخرية (في إبينرا وآرهوس وآلبورغ وإيسبيرغ وفريكشهاون وجرينا وهيليسينكور وهولبيك وكولدنغ ونوك ونوكوبينغ فالستر وأودنسه ورونه وسكاجن وتوشهافن وفيبورغ). كلا البلدين عضوان كاملا العضوية في مجلس الشمال ومجلس دول بحر البلطيق ومجلس أوروبا والاتحاد الأوروبي. يعيش نحو 21,000 مواطن سويدي في الدنمارك ونحو 42,000 مواطن دنماركي في السويد.

## الصراعات التاريخية

### الحرب الشمالية الثانية
جرت الحرب الشمالية الثانية (1655-1660) بين السويد وأعدائها الكومنولث البولندي الليتواني (1655-1660) وروسيا (1656-1658) وبراندنبورغ بروسيا (1657-1660) وملكية هابسبورغ (1657-1660) واتحاد الدنمارك-النرويج (1657–1658 و1658–1660). غالبًا ما تدخلت الجمهورية الهولندية ضد السويد.
في عام 1655، غزا كارل العاشر غوستاف ملك السويد واحتل غرب بولندا الليتواني. كان نصفها الشرقي محتلًا مسبقًا من قبل روسيا. عُرِف التقدم السويدي السريع في بولندا باسم الغمر السويدي. أصبحت دوقية ليتوانيا الكبرى إقطاعية سويدية، واستسلمت الجيوش النظامية البولندية الليتوانية، وهرب الملك البولندي يان الثاني كازيمير فاسا إلى آل هابسبورغ. في البداية، دعم فريدرخ فيلهلم ناخب براندنبورغ ودوق بروسيا، المقاطعات في بروسيا الملكية، لكنه تحالف مع السويد مقابل تلقيه دوقية بروسيا بمثابة إقطاعية سويدية. من خلال استغلال المشاعر الدينية الجريحة للسكان الروم الكاثوليك تحت الاحتلال البروتستانتي وتنظيم القادة العسكريين البولنديين الليتوانيين في اتحاد تيسوفوس، تمكن يان الثاني كازيمير فاسا من استعادة الأرض في عام 1656. استغلت روسيا النكسة السويدية وأعلنت الحرب على السويد وتوغّلت في ليتوانيا وليفونيا السويدية.
منح عندها كارل العاشر غوستاف لفريدريك وليام الأول السيادة الكاملة في دوقية بروسيا مقابل المساعدة العسكرية، وتحالف في معاهدة رادنوت مع الترانسلفاني جورج الثاني راكوتسي الذي غزا بولندا وليتوانيا من الجنوب الشرقي. وجد جون الثاني فاسا من ليوبولد الأول هابسبورغ حليفًا له، والذي عبرت جيوشه إلى بولندا وليتوانيا من الجنوب الغربي. أدى هذا إلى إثارة فردريك الثالث ملك الدنمارك ليغزو البر الرئيسي السويدي في ربيع عام 1657، في محاولة لتصفية حسابات قديمة من حرب تورستنسون في الوقت الذي كانت فيه السويد مشغولة في مكان آخر. غادر براندنبورغ  تحالفه مع السويد عندما منحه الملك البولندي السيادة الكاملة في دوقية بروسيا من خلال معاهدتي ويلو وبرومبرغ.

#### الحرب الدانو-السويدية (1658–1660)
حرب الدانو السويدية بين عامي 1658-1660 حربٌ بين الدنمارك-النرويج والسويد. هذه الحرب استمرار لصراع سابق بين الدول المتحاربة انتهى قبل أشهر من توسّط السويد والدنمارك عبر اتفاقية سلام في روسكيلد عام 1658. في أعقاب ذلك الصراع، أراد الملك السويدي كارل العاشر غوستاف إضافة المقاطعة بروسيا الملكية في بولندا إلى المملكة السويدية، لكن موقعه في المنطقة لم يكن قويًا بما فيه الكفاية في ظلّ معارضة براندنبورغ والنمسا.[استشهاد منقوص البيانات] ومع ذلك، توقف الدنماركيون ومددوا تنفيذ بعض أحكام السلام السابق؛ قرر ملك السويد استخدام هذا الأمر ذريعة للهجوم بهدفٍ طموح: قهر الدنمارك بكونها دولة ذات سيادة وتدمير عاصمة كوبنهاغن. ومع ذلك، لم يُنظر إلى الهزيمة السريعة والحاسمة للدنمارك إلا كوسيلة لتحقيق غاية أكبر. كان الهدف على المدى الطويل شن حرب في أوروبا دون الخوف من التدخل الدنماركي.

### الحرب السكانية
كانت الحرب السكونية جزءًا من حروب الشمال التي تضم اتحاد الدنمارك-النرويج وبراندنبورغ والسويد. دارت بين عامي 1675 و1679 على الأرضي السكونية بشكل رئيسي، في المقاطعات الدنماركية السابقة على طول الحدود مع السويد وفي شمال ألمانيا.  رغم أن المعارك الأخيرة تعتبر مسرحًا للحرب السكونية في التأريخ الإنجليزي والدنماركي والسويدي، تُعتبر حربًا منفصلة في التأريخ الألماني، تُدعى الحرب السويدية-البراندنبورغية.
دُفعت الحرب بتورّط السويد في الحرب الفرنسية الهولندية. تحالفت السويد مع فرنسا ضد عدة دول أوروبية. سعت المقاطعات المتحدة، بسبب تعرضها لهجوم فرنسي، للحصول على دعم الدنمارك-النرويج. بعد بعض التردد، بدأ الملك كريستيان الخامس غزو سكونلاند (سكونا) في عام 1675، بينما كان السويديون منشغلين بحرب ضد براندنبورغ. اقترن غزو سكونا مع جبهة نرويجية متزامنة سُميت حرب غيلدينلوف، ما أجبر السويديين المدافعين على خوض حرب على جبهتين بالإضافة إلى تشابكاتهم في الإمبراطورية الرومانية المقدسة.

## جسر أوريسند
في عام 1991، وقّعت الحكومتان الدنماركية والسويدية اتفاقية لإنشاء طريق ثابت عبر أوريسند. صُدّق على الاتفاقية من قبل برلمانَي البلدين في أغسطس للعام نفسه. أنشأ أوريسندسكونسورتيت، مشروع مشترك بين إيه/إس أوريسند وإس ڤي أي دي إيه بي إيه بي، الطريق الدائم بين السويد والدنمارك. كلّف المشروع أكثر من 12 مليار كرونة دانمركية ويتكون من طريق بطول 16.4 كم (10 أميال) بين كوبنهاغن ومالمو، مؤلّف من نفق وجسر وجزيرة بيبيرهولم الاصطناعية.

## مقارنة بين البلدين
هذه مقارنة عامة ومرجعية للدولتين:
| وجه المقارنة                                              | الدنمارك                                                     | السويد                                                                               |
| --------------------------------------------------------- | ------------------------------------------------------------ | ------------------------------------------------------------------------------------ |
| المساحة (كم2)                                             | 42.92 ألف                                                    | 450.30 ألف                                                                           |
| عدد السكان (نسمة)                                         | 5.79 مليون                                                   | 10.16 مليون                                                                          |
| الكثافة السكانية (ن./كم²)                                 | 134.9                                                        | 22.56                                                                                |
| العاصمة                                                   | كوبنهاغن                                                     | ستوكهولم                                                                             |
| اللغة الرسمية                                             | اللغة الدنماركية                                             | اللغة السويدية، لغات السامي، اللغة الفنلندية، منكيلي، اللغة الرومنية، اللغة اليديشية |
| العملة                                                    | كرونة دنماركية                                               | كرونة سويدية                                                                         |
| الناتج المحلي الإجمالي (بليون دولار)                      | 324.87 مليار                                                 | 538.04 مليار                                                                         |
| الناتج المحلي الإجمالي (تعادل القوة الشرائية) بليون دولار | 278.61 مليار                                                 | 469.01 مليار                                                                         |
| الناتج المحلي الإجمالي الاسمي للفرد دولار أمريكي          | 51.99 ألف                                                    | 50.58 ألف                                                                            |
| الناتج المحلي الإجمالي للفرد دولار أمريكي                 | 45.54 ألف                                                    | 45.30 ألف                                                                            |
| مؤشر التنمية البشرية                                      | 0.900                                                        | 0.907                                                                                |
| رمز المكالمات الدولي                                      | +45                                                          | +46                                                                                  |
| رمز الإنترنت                                              | .dk                                                          | .se                                                                                  |
| المنطقة الزمنية                                           | توقيت وسط أوروبا، ت ع م+02:00، ت ع م+01:00، أوروبا/كوبنهاجن ‏ | توقيت وسط أوروبا، ت ع م+01:00، ت ع م+02:00، أوروبا/ستوكهولم ‏                         |

## مدن متوأمة
في ما يلي قائمة باتفاقيات التوأمة بين مدن دنماركية وسويدية:
- ترتبط Broby Municipality [الإنجليزية]‏ مع Ragunda Municipality [الإنجليزية]‏ باتفاقية توأمة.
- ترتبط Frederikssund [الإنجليزية]‏ مع كوملا باتفاقية توأمة.
- ترتبط Rudkøbing [الإنجليزية]‏ مع Mjölby Municipality [الإنجليزية]‏ باتفاقية توأمة.
- ترتبط Lyngby-Taarbæk Municipality [الإنجليزية]‏ مع Huddinge Municipality [الإنجليزية]‏ باتفاقية توأمة.
- ترتبط Hørsholm Municipality [الإنجليزية]‏ مع Leksand Municipality [الإنجليزية]‏ باتفاقية توأمة.
- ترتبط Fladså [الإنجليزية]‏ مع Hofors Municipality [الإنجليزية]‏ باتفاقية توأمة.
- ترتبط Hirtshals [الإنجليزية]‏ مع Lysekil Municipality [الإنجليزية]‏ باتفاقية توأمة.
- ترتبط سفينبورغ مع Jönköping Municipality [الإنجليزية]‏ باتفاقية توأمة.
- ترتبط هادرسلف [الإنجليزية]‏ مع Varberg Municipality [الإنجليزية]‏ باتفاقية توأمة منذ 1993.
- ترتبط Frederiksværk Municipality  [لغات أخرى]‏ مع Stenungsund Municipality [الإنجليزية]‏ باتفاقية توأمة منذ 19 نوفمبر 2012.
- ترتبط Rødovre Municipality [الإنجليزية]‏ مع بلدية تابي باتفاقية توأمة.
- ترتبط Ikast [الإنجليزية]‏ مع Haparanda Municipality [الإنجليزية]‏ باتفاقية توأمة.
- ترتبط Albertslund [الإنجليزية]‏ مع Mölndal [الإنجليزية]‏ باتفاقية توأمة منذ 1987.
- ترتبط بورنهولم مع Simrishamn Municipality [الإنجليزية]‏ باتفاقية توأمة.
- ترتبط Hundested [الإنجليزية]‏ مع Båstad Municipality [الإنجليزية]‏ باتفاقية توأمة.
- ترتبط فايله مع بوروس باتفاقية توأمة منذ 1992.
- ترتبط Nykøbing Falster [الإنجليزية]‏ مع نيشوبينغ باتفاقية توأمة.
- ترتبط Gribskov Municipality [الإنجليزية]‏ مع Osby Municipality [الإنجليزية]‏ باتفاقية توأمة.
- ترتبط بلدة فردريكسبرغ [الإنجليزية]‏ مع Uppsala Municipality [الإنجليزية]‏ باتفاقية توأمة.[10]
- ترتبط Aars [الإنجليزية]‏ مع Ljusnarsberg Municipality [الإنجليزية]‏ باتفاقية توأمة.
- ترتبط هولستيبرو مع Oxelösund [الإنجليزية]‏ باتفاقية توأمة.
- ترتبط Vejle Municipality [الإنجليزية]‏ مع Borås Municipality [الإنجليزية]‏ باتفاقية توأمة.
- ترتبط Glamsbjerg Municipality [الإنجليزية]‏ مع Ljusdal Municipality [الإنجليزية]‏ باتفاقية توأمة.
- ترتبط Grenaa Municipality [الإنجليزية]‏ مع Åmål Municipality [الإنجليزية]‏ باتفاقية توأمة.
- ترتبط كورسور [الإنجليزية]‏ مع Motala Municipality [الإنجليزية]‏ باتفاقية توأمة.
- ترتبط كولدنغ مع Örebro Municipality [الإنجليزية]‏ باتفاقية توأمة منذ 1947.[11][11][12][13]
- ترتبط فيبورغ مع Lund Municipality [الإنجليزية]‏ باتفاقية توأمة.
- ترتبط Ringsted Municipality [الإنجليزية]‏ مع Skövde Municipality [الإنجليزية]‏ باتفاقية توأمة.
- ترتبط Hadsten [الإنجليزية]‏ مع Kungsbacka [الإنجليزية]‏ باتفاقية توأمة.
- ترتبط راندرس مع Västerås Municipality [الإنجليزية]‏ باتفاقية توأمة.
- ترتبط Slangerup Municipality  [لغات أخرى]‏ مع Mjölby Municipality [الإنجليزية]‏ باتفاقية توأمة.
- ترتبط Høje-Taastrup Municipality [الإنجليزية]‏ مع Ängelholm Municipality [الإنجليزية]‏ باتفاقية توأمة منذ 1978.
- ترتبط Svinninge Municipality [الإنجليزية]‏ مع Kil Municipality [الإنجليزية]‏ باتفاقية توأمة.
- ترتبط Haderslev Municipality [الإنجليزية]‏ مع Varberg Municipality [الإنجليزية]‏ باتفاقية توأمة.
- ترتبط Bogense [الإنجليزية]‏ مع Vadstena Municipality [الإنجليزية]‏ باتفاقية توأمة.
- ترتبط Frederikshavn Municipality [الإنجليزية]‏ مع Borlänge [الإنجليزية]‏ باتفاقية توأمة.
- ترتبط Hammel Municipality [الإنجليزية]‏ مع Sollefteå Municipality [الإنجليزية]‏ باتفاقية توأمة.
- ترتبط Holbæk [الإنجليزية]‏ مع تريليبورج باتفاقية توأمة.
- ترتبط راندرس (الدنمارك) مع Västerås Municipality [الإنجليزية]‏ باتفاقية توأمة.
- ترتبط بلدة سترير [الإنجليزية]‏ مع Södertälje Municipality [الإنجليزية]‏ باتفاقية توأمة.
- ترتبط آلبورغ مع بلدية أورست باتفاقية توأمة منذ 1997.[14][15][16][17]
- ترتبط Gladsaxe Municipality [الإنجليزية]‏ مع بلدية سولنا باتفاقية توأمة منذ 1969.
- ترتبط آرهوس مع بلدية كوثنبورغ باتفاقية توأمة منذ 1946.[18][18][18][18]
- ترتبط Nykøbing Mors [الإنجليزية]‏ مع Bollnäs Municipality [الإنجليزية]‏ باتفاقية توأمة.
- ترتبط إيسبيرغ مع Eskilstuna Municipality [الإنجليزية]‏ باتفاقية توأمة.
- ترتبط Ærø Municipality [الإنجليزية]‏ مع Eksjö Municipality [الإنجليزية]‏ باتفاقية توأمة.
- ترتبط سيلكيبورج مع Kalmar Municipality [الإنجليزية]‏ باتفاقية توأمة منذ 2000.
- ترتبط كلاكسويك مع نورشوبينغ باتفاقية توأمة.
- ترتبط Skærbæk Municipality [الإنجليزية]‏ مع Vimmerby Municipality [الإنجليزية]‏ باتفاقية توأمة.
- ترتبط Nysted [الإنجليزية]‏ مع Hedemora Municipality [الإنجليزية]‏ باتفاقية توأمة.
- ترتبط Maribo [الإنجليزية]‏ مع Hudiksvall Municipality [الإنجليزية]‏ باتفاقية توأمة.
- ترتبط Kjellerup Municipality [الإنجليزية]‏ مع Hagfors Municipality [الإنجليزية]‏ باتفاقية توأمة.
- ترتبط Hvidovre Municipality [الإنجليزية]‏ مع بلدية سولنتونا باتفاقية توأمة.
- ترتبط Brøndby Municipality [الإنجليزية]‏ مع Botkyrka Municipality [الإنجليزية]‏ باتفاقية توأمة منذ 1968.
- ترتبط Rudersdal Municipality [الإنجليزية]‏ مع بلدية إسلوف باتفاقية توأمة.
- ترتبط Slagelse Municipality [الإنجليزية]‏ مع Region Gotland [الإنجليزية]‏ باتفاقية توأمة.
- ترتبط Løgstør Municipality [الإنجليزية]‏ مع Skellefteå Municipality [الإنجليزية]‏ باتفاقية توأمة.
- ترتبط Karup Municipality [الإنجليزية]‏ مع Munkedal Municipality [الإنجليزية]‏ باتفاقية توأمة.
- ترتبط Albertslund Municipality [الإنجليزية]‏ مع Mölndal Municipality [الإنجليزية]‏ باتفاقية توأمة.
- ترتبط Ribe [الإنجليزية]‏ مع سترينغنس باتفاقية توأمة.
- ترتبط هوبرو مع بلدية فالشوبنغ باتفاقية توأمة.
- ترتبط Tønder Municipality [الإنجليزية]‏ مع Västervik Municipality [الإنجليزية]‏ باتفاقية توأمة.
- ترتبط Stevns Municipality [الإنجليزية]‏ مع Höör Municipality [الإنجليزية]‏ باتفاقية توأمة.
- ترتبط بلدية غلوستروب [الإنجليزية]‏ مع Landskrona Municipality [الإنجليزية]‏ باتفاقية توأمة منذ 1947.[19]
- ترتبط Årslev Municipality [الإنجليزية]‏ مع Tanum Municipality [الإنجليزية]‏ باتفاقية توأمة.
- ترتبط Hjørring Municipality [الإنجليزية]‏ مع Trollhättan Municipality [الإنجليزية]‏ باتفاقية توأمة.[20][21][22][23]
- ترتبط يورينغ مع ترولهتان باتفاقية توأمة.
- ترتبط Køge [الإنجليزية]‏ مع Kristianstad Municipality [الإنجليزية]‏ باتفاقية توأمة.
- ترتبط Jammerbugt Municipality [الإنجليزية]‏ مع Lindesberg Municipality [الإنجليزية]‏ باتفاقية توأمة.
- ترتبط Frederikssund Municipality [الإنجليزية]‏ مع Kumla Municipality [الإنجليزية]‏ باتفاقية توأمة.
- ترتبط بلدية إسبيرغ مع Enköping Municipality [الإنجليزية]‏ باتفاقية توأمة منذ 1948.
- ترتبط Sønderborg Municipality [الإنجليزية]‏ مع سوندسفال باتفاقية توأمة.
- ترتبط كوبنهاغن مع ستوكهولم باتفاقية توأمة.
- ترتبط Kolding Municipality [الإنجليزية]‏ مع أوربرو باتفاقية توأمة منذ 1982.[11][11][12][12]
- ترتبط Skanderborg [الإنجليزية]‏ مع Lidköping Municipality [الإنجليزية]‏ باتفاقية توأمة.
- ترتبط Aalborg Municipality [الإنجليزية]‏ مع بلدية أورست باتفاقية توأمة منذ 2007.[16][24][25][26]
- ترتبط Herning Municipality [الإنجليزية]‏ مع Vänersborg Municipality [الإنجليزية]‏ باتفاقية توأمة.
- ترتبط Gentofte Municipality [الإنجليزية]‏ مع Halmstad Municipality [الإنجليزية]‏ باتفاقية توأمة.
- ترتبط Tårnby Municipality [الإنجليزية]‏ مع Alingsås Municipality [الإنجليزية]‏ باتفاقية توأمة.
- ترتبط Brønderslev Municipality [الإنجليزية]‏ مع Nässjö Municipality [الإنجليزية]‏ باتفاقية توأمة.
- ترتبط هيليسينكور مع بلدية هيلسينجبورج باتفاقية توأمة منذ 1992.[27][27][28][28]
- ترتبط Sønderborg [الإنجليزية]‏ مع سوندسفال باتفاقية توأمة منذ 1 يوليو 1994.[29][29]
- ترتبط هورسينس مع Karlstad Municipality [الإنجليزية]‏ باتفاقية توأمة.[30]
- ترتبط Herlev Municipality [الإنجليزية]‏ مع Höganäs Municipality [الإنجليزية]‏ باتفاقية توأمة.
- ترتبط Næstved [الإنجليزية]‏ مع Gävle Municipality [الإنجليزية]‏ باتفاقية توأمة.
- ترتبط Brande [الإنجليزية]‏ مع Örnsköldsvik Municipality [الإنجليزية]‏ باتفاقية توأمة.
- ترتبط أودنسه مع Norrköping Municipality [الإنجليزية]‏ باتفاقية توأمة منذ 1995.[31][31][31][31]

## منظمات دولية مشتركة
يشترك البلدان في عضوية مجموعة من المنظمات الدولية، منها:
| علم المنظمة | اسم المنظمة                               | تاريخ انضمام الدنمارك | تاريخ انضمام السويد |
| ----------- | ----------------------------------------- | --------------------- | ------------------- |
|             | وكالة ضمان الاستثمار متعدد الأطراف        | 12 أبريل 1988         | 12 أبريل 1988       |
|             | منظمة الشرطة الجنائية الدولية             | ?                     | ?                   |
|             | مجموعة الموردين النوويين                  | ?                     | ?                   |
|             | منظمة حظر الأسلحة الكيميائية              | ?                     | ?                   |
|             | منظمة التجارة العالمية                    | 1995                  | 1995                |
|             | الفريق المعني برصد الأرض                  | ?                     | ?                   |
|             | المرصد الأوروبي الجنوبي                   | 1967                  | 1962                |
|             | الأمم المتحدة                             | 24 أكتوبر 1945        | 19 نوفمبر 1946      |
|             | مركز تنسيق الحركة في أوروبا ‏              | ?                     | ?                   |
|             | المنظمة الأوروبية لسلامة الملاحة الجوية   | 1994                  | 1995                |
|             | مؤسسة التمويل الدولية                     | 20 يوليو 1956         | 20 يوليو 1956       |
|             | يونسكو                                    | 4 نوفمبر 1946         | 23 يناير 1950       |
|             | مؤسسة التنمية الدولية                     | 30 نوفمبر 1960        | 24 سبتمبر 1960      |
|             | بنك التنمية الآسيوي                       | 1966                  | 1966                |
|             | الاتحاد الأوروبي                          | 1973                  | 1995                |
|             | منظمة الأمن والتعاون في أوروبا            | 25 يونيو 1973         | 25 يونيو 1973       |
|             | الاتحاد الدولي للاتصالات                  | 1866                  | 1866                |
|             | منظمة التعاون الاقتصادي والتنمية          | ?                     | ?                   |
|             | البنك الإفريقي للتنمية                    | ?                     | ?                   |
|             | مجموعة أستراليا                           | 1985                  | 1991                |
|             | اتحاد المدفوعات الأوروبي ‏                 | ?                     | ?                   |
|             | المجلس الشمالي                            | ?                     | 16 مارس 1952        |
|             | وكالة الفضاء الأوروبية                    | ?                     | ?                   |
|             | نظام تحكم تكنولوجيا القذائف               | 1990                  | 1991                |
|             | مجلس دول بحر البلطيق                      | ?                     | ?                   |
|             | مجلس أوروبا                               | ?                     | ?                   |
|             | اتفاقية السماوات المفتوحة                 | ?                     | ?                   |
|             | المجلس القطبي                             | ?                     | ?                   |
|             | البنك الدولي للإنشاء والتعمير             | 30 نوفمبر 1960        | 31 أغسطس 1951       |
|             | المركز الدولي لتسوية المنازعات الاستشارية | 24 مايو 1968          | 28 يناير 1967       |
|             | الاتحاد البريدي العالمي                   | ?                     | ?                   |

## وصلات خارجية
- موقع وزارة الخارجية الدنماركية
- موقع وزارة الخارجية السويدية